# Ковдра

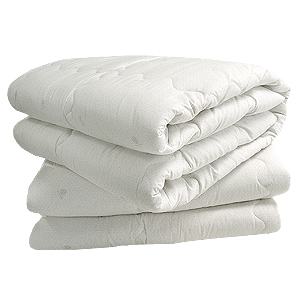
Складені ковдри

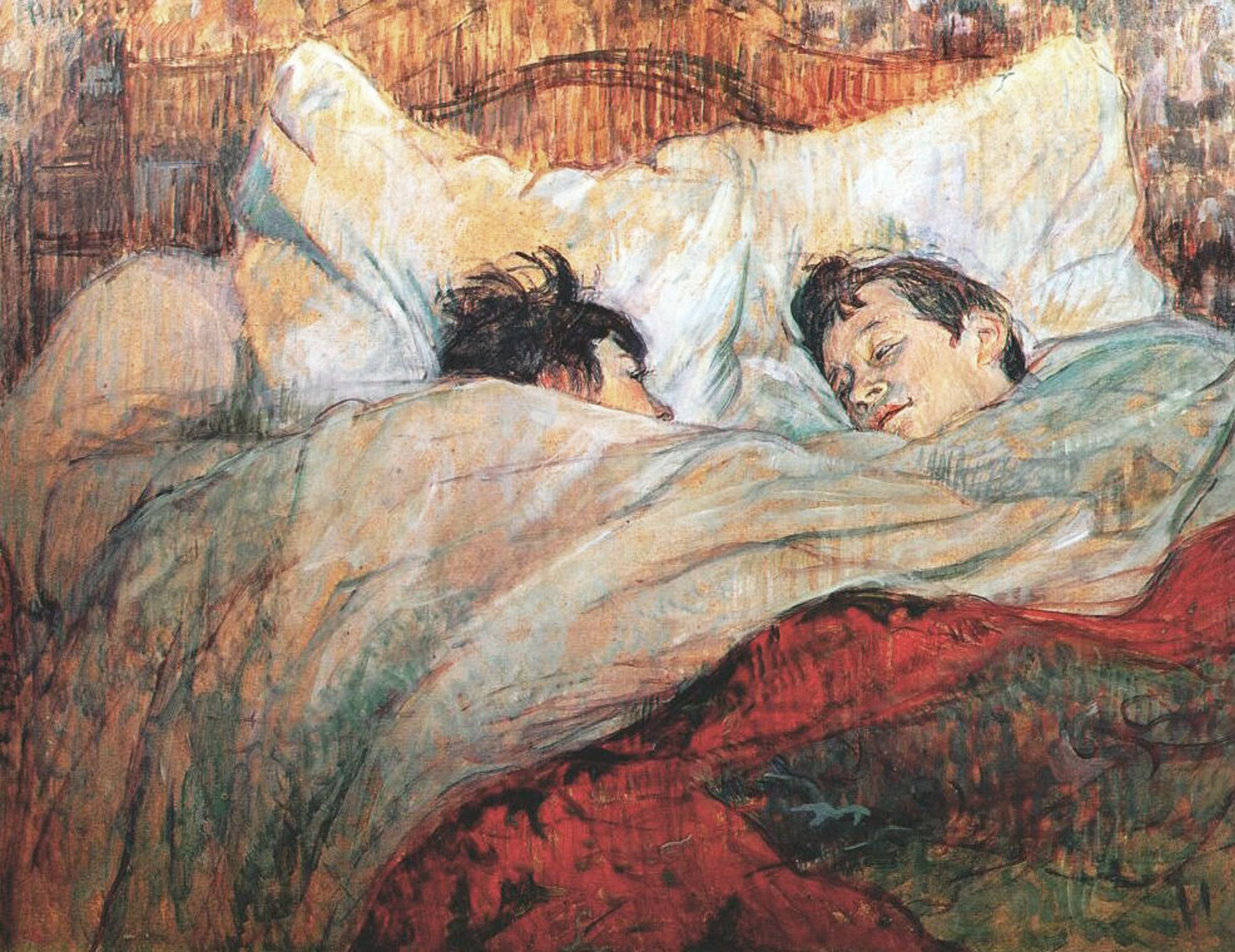
Картина Анрі де Тулуз-Лотрека «У ліжку».

Ко́вдра або укрива́ло, також розм. одія́ло — постільна річ для покривання тіла. Традиційно виготовляються з вовни, але останнім часом також і з синтетичних волокон.

## Етимологія
Українське «ковдра» є запозиченням з польської мови — від kołdra («ковдра»), звідси також біл. коўдра («ковдра») і рос. колтырь («сорт сукна»). Польське слово, як вважають, сходить через ст.-іт. coltra («покриття», «укривало») і нар.-лат. culcitra до лат. culcita («подушка», «матрац»).
Слово «одіяло» запозичене з рос. одеяло (у старому правописі одѣяло), утвореного від дієслова одѣять («одягати»).

## Підковдра або підодіяльник
Підковдра або підодіяльник — чохол із тканини, який одягають на ковдру або прикріплюють до неї. Використання підковдри полегшує догляд за ковдрою: знімний чохол досить легко випрати, сохне він швидше, ніж товста ковдра. Пройма на півковдрі може бути розташованою по-різному: у бічному шві або у верхньому полотнищі, в останньому разі частина ковдри відкрита згори.
Інша поширена назва чохла для ковдри — «підодіяльник» є запозиченням з російської мови.
Деякі довідники рекомендують вживати щодо підковдри слово «пішва». Але жоден з українських словників не фіксує цього слова у подібному значенні. «Словарь української мови» Бориса Грінченка тлумачить слово «пішва» таким чином: «шов для зшивання двох шматків тканини, крайки яких перегинають одну за одну й зшивають подвійним швом».

## Типи ковдр

### Ковдри з відкритою вовною
- Ковдри з натуральних вироблених шкір з вовною (дюрхан)
- Вовняні ковдри зимові (подвійні)
- Вовняні ковдри літні
- Клаптикові ковдри — ковдри, зшиті з окремих клаптиків
- Пледи
- Коц (рідко «коць») — груба вовняна однотонна ковдра з начісками[13].

### Ковдри з наповнювачем
- Стьобана ковдра — найдешевша за собівартістю виробництва, у ковдрі наповнювач пересувається, постійно утворюються порожнечі і грудки наповнювача;
- Каростеп — схоже на стьобану ковдру, але по всій поверхні ковдри проходить рядок у вигляді малюнка (вісімка, хрестик), має кращі теплоізоляційні якості, але після прошивання дірочки від голки можуть пропускати наповнювач;
- Касетна — найдорожча, але в той же час якісна ковдра, зроблена касетами (відшитих секціями, наповнювач не мігрує, не пропускає наповнювач).

### Спеціальні ковдри
- Рятувальна ковдра

## Наповнювачі для ковдр

### Натуральні
- Кашемір (пух кашмірської кози),
- Верблюд (верблюжа шерсть),
- Меринос (овеча вовна),
- Шовк,
- Шовк-подвійні (шовк плюс верблюжа шерсть або пух кашмірської кози),
- Вата (бавовняна),
- Пух (гусячий, качиний, гагачий),
- Ліоцель (англ. Lyocell) (волокно, отримуване з целюлози евкаліптового дерева),
- Сеасел Актив (англ. Sea Cell Aktiv) (комбінація волокна Ліоцелл з добавками морських водоростей);

### Синтетичні
- Вітасан (поліефірне),
- Медисан (поліестрове волокно);
- Акрил;